# Hooggerechtshof van Peru
Het Hooggerechtshof van Peru (Corte Suprema de Justicia de la República de Perú) is het hoogste rechtsorgaan van Peru. Het zetelt in het Paleis van Justitie in Lima.
Het hooggerechtshof is onderverdeeld in drie Hooggerechtszalen (Salas Supremas):
- Burgerlijke Zaal (Sala Civil) voor zaken in het burgerlijk recht en handelsrecht;
- Strafzaal (Sala Penal) voor zaken in het strafrecht;
- Constitutionele en Sociale Zaal (Sala Constitucional y Social) voor zaken in het arbeidsrecht en grondrecht.

Het hooggerechtshof kent titulaire en provisionele leden (Vocales Supremos Titulares en Vocales Supremos Provisionales), waarbij het laatste type leden wordt ingezet in het geval van vacature, verlof of beletsel.
De grondwet van Peru garandeert het recht van dubbel beroep (derecho a la doble instancia), waarbij de zaak na tweemaal hoger beroep neergelegd kan worden bij het hooggerechtshof.

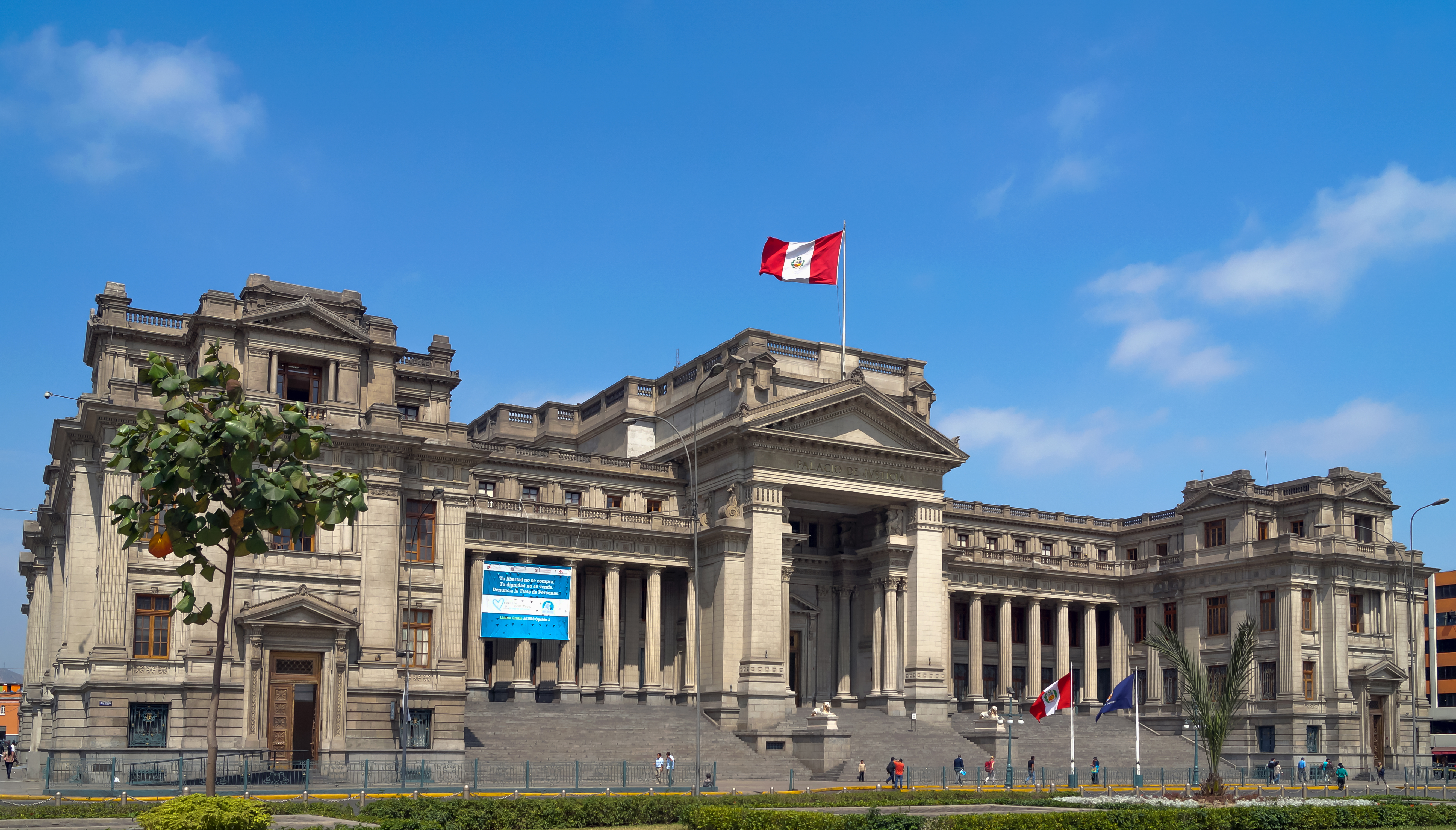
Paleis van Justitie in Lima